# Benthana iporangensis
Benthana iporangensis är en kräftdjursart som beskrevs av Lima och Silveira-Serejo 1993. Benthana iporangensis ingår i släktet Benthana och familjen Philosciidae. Inga underarter finns listade i Catalogue of Life.